# Дамдьям
Дамдьям (англ. Dumdyam; в переводе с лепча — «женская одежда») — является традиционным женским платьем народа лепча. Это одежда длиной до щиколотки, обычно сделанная из одного куска гладкого хлопка или шёлка, и однотонного цвета. Когда платье носится, то складывается на одно плечо, закрепляется на другом плече и удерживается на месте поясом или таго. Сверху могут носить контрастирующую блузку с длинными рукавами. Платье носится на торжественных и праздничных мероприятиях.